# 고토 쿠미코
고토 쿠미코(일본어: 後藤 久美子, 1974년 3월 26일 ~ )는 일본의 배우, 전직 가수 겸 아이돌이다.

## 출연 작품
- 남자는 괴로워 - 어서와 토라 (2019)
- 남자는 괴로워 48 - 토라의 장밋빛 인생 (1995)
- 히메유리의 탑 (1995)
- 남자는 괴로워 45 (1992)
- 시티 헌터 (1992)
- 남자는 괴로워 44 (1991)
- 남자는 괴로워 43 (1990)
- 남자는 괴로워 42 - 나의 삼촌, 토라 (1989)